# Thionville
Thionville là một xã trong vùng Grand Est, thuộc tỉnh Moselle, quận Thionville-Est und Thionville-Ouest, tổng chef-lieu của Thionville-Est und Thionville-Ouest. Tọa độ địa lý của xã là 49° 21' vĩ độ bắc, 06° 09' kinh độ đông. Thionville nằm trên độ cao trung bình là 150 mét trên mực nước biển, có điểm thấp nhất là 147 mét và điểm cao nhất là 423 mét. Xã có diện tích 49.86 km², dân số vào thời điểm 2005 là 41.600 người; mật độ dân số là 820 người/km².

## Các thành phố kết nghĩa
- Gao, Mali

## Nhân vật nổi tiếng
- Merlin de Thionville
- Isidor Didion
- Joseph Bodin de Boismortier, nhà soạn nhạc
- Ernest Bour nhạc trưởng dàn nhạc
- Aimen Demai vận động viên bóng đá

## Địa điểm tham quan
- Musée de la Tour aux Puces hay Musée du Pays Thionvillois
- Musée de la résistance et de la déportation
- Nhà thờ giáo khu St. Maximin, 1755–1759
- Tòa thị chính, 1634–1637
- Lâu đài Volkrange
- Thionville
- Thionville Lưu trữ ngày 30 tháng 7 năm 2008 tại Wayback Machine